# Tassilo III
Tassilo III, född omkring 742, död 794, var en bayersk hertig. 
Tassilo var son till hertig Odilo och den frankiska prinsessan Hiltrud. Han blev hertig 749, måste 757 erkänna morbroderns kung Pippins överlänshöghet, sökte med langobardisk hjälp göra Bayern oberoende av frankerna, men måste då 787 underkasta sig Karl den store samt blev, då han kort därpå ånyo försökte en resning, 788 dömd till döden och för sin återstående livstid internerad i klostret Jumièges. År 794 avsade han sig formligen hertigvärdigheten; med honom utslocknade agilolfingernas ätt.